# Combat Engineer Vehicle M728
Der M728 CEV (Combat Engineer Vehicle) war ein Pionierpanzer der US Army.

## Geschichte
Nachdem die US-Pioniere nie über ein gepanzertes Fahrzeug verfügt hatten, das als Pionierpanzer hätte gelten können, stattete man in den 1950er Jahren eine Anzahl von M48-Kampfpanzern mit einem Räumschild aus und gab ihnen die Bezeichnung Tank M48 with Dozer Blade – bei der Bundeswehr hieß das Gerät Räumpanzer M48. Diese Lösung stellte sich jedoch als äußerst unbefriedigend heraus, sodass das Ordnance Corps mit einer Ersatzbeschaffung beauftragt wurde.
Ein erster Prototyp des neuen Pionierpanzers erschien 1960 unter der Bezeichnung T118, wobei die Wanne des Kampfpanzer-Prototyps T95 verwendet wurde. Erste Truppenversuche erfolgten 1966 unter der Bezeichnung T118E1.
Eingeführt wurde das Modell ab 1967, wobei insgesamt 291 Fahrzeuge produziert wurden. Neben den USA führten auch Saudi-Arabien und Singapur diesen Pionierpanzer ein.
Während der Operation Desert Storm sollten die Pionierpanzer Gassen für die vorrückenden Panzerdivisionen schlagen und wurden auch teilweise mit Minenräumgeräten ausgerüstet. Allerdings konnten sie mit den schnelleren neueren M1 und M1A1, die mittlerweile bei den Panzerdivisionen eingeführt waren, nicht mithalten. Dies und auch die Schwerfälligkeit des Fahrzeuges behinderte den Vormarsch und gab den Ausschlag, die M728 auszumustern und durch eine neuere Generation mit den Chassis des M1 zu ersetzen.

## Technik

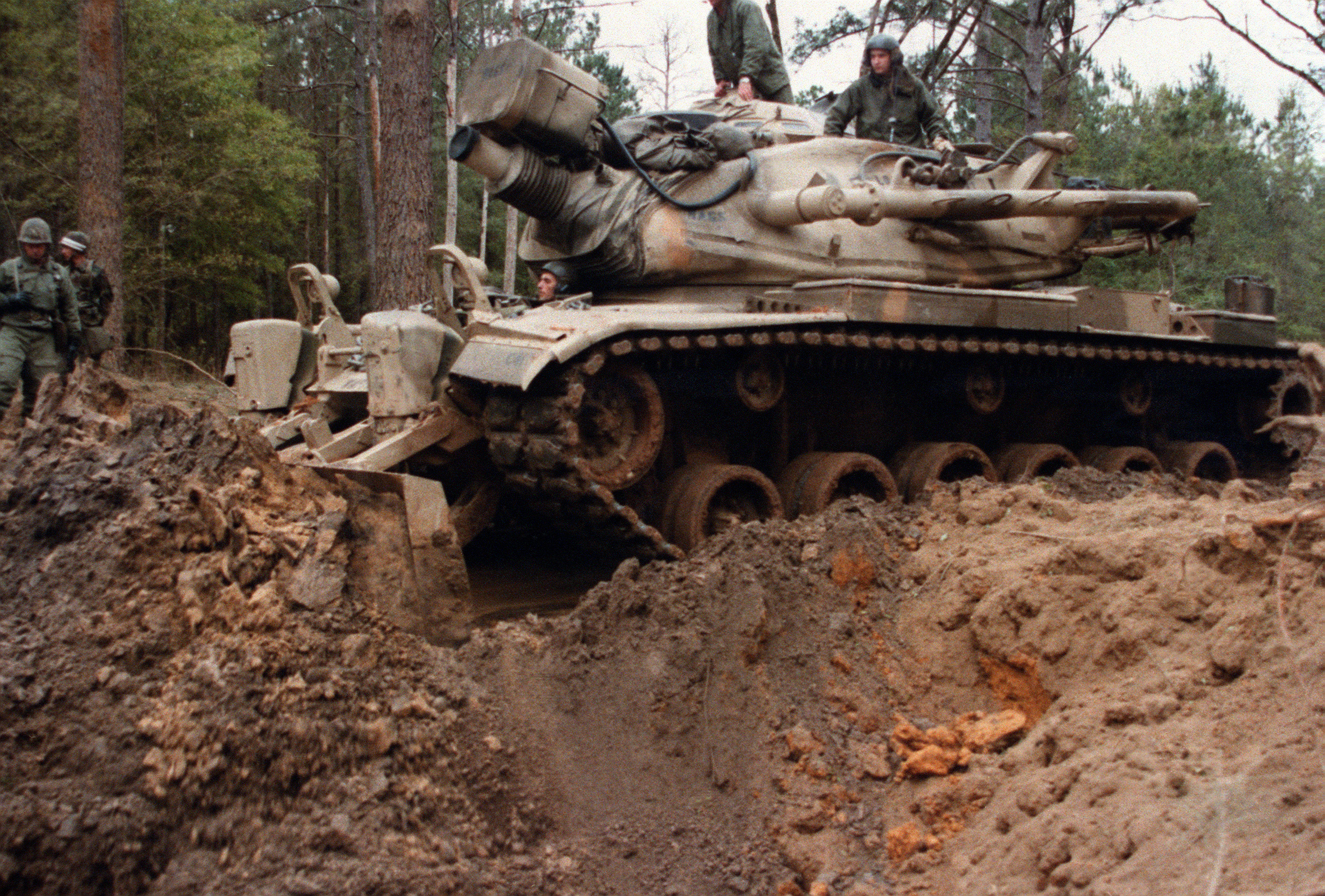
CEV 728 bei Räumarbeiten

Basis des Chassis und des Fahrwerks war der Kampfpanzer M60A1, der zur Entwicklungszeit Standard bei den Panzertruppen der Vereinigten Staaten war. Wegen des schweren Geschützes musste der Turm völlig umkonstruiert werden. Es wurde jedoch nicht auf ein turmlafettiertes MG und das typische kuppellafettierte MG des M60 verzichtet. Zusammen mit dem Räumschild und dem Kran wurde das Fahrzeug damit aber enorm schwer und büßte an Beweglichkeit ein.
Bezeichnend für das Fahrzeug war die enge Anlehnung an die Kampfpanzer. So verfügte das Gerät in seiner Standardausrüstung über ein Nachtsichtgerät, eine ABC-Schutzanlage und einen Suchscheinwerfer. Innerhalb kurzer Zeit konnte der Pionierpanzer auch für Tiefwataufgaben ausgerüstet werden.

## Beschreibung
- Turm und Wanne vom Kampfpanzer M60 mit am Turm befestigtem „A“-Kranbaum von 15 to Tragfähigkeit.
- Hydr. Räumschild an der Frontseite.
- Zugewiesen den Panzerpionierkompanien der Divisionspioniere
- Beurteilung: Den Anforderungen entsprechendes, vielseitig verwendbares Gerät.
- Bei der US Army nicht mehr im Dienst.